# 第80独立自動車化狙撃旅団 (ロシア海軍)
第80独立北極自動車化狙撃旅団（だい80どくりつほっきょくじどうしゃかそげきりょだん、ロシア語: 80-я отдельная арктическая мотострелковая бригада）は、ロシア海軍の旅団。第14軍団隷下。単に第80独立自動車化狙撃旅団とも。
摂氏マイナス57度まで耐えられるとされ、スキーやトナカイソリの特殊な訓練も行う。

## 概要
2014年12月31日、北方艦隊隷下の北極圏の防衛部隊としてムルマンスク州で創設された。

### ロシアのウクライナ侵攻

#### 南部・ヘルソン戦線
2022年6月、ロシアのウクライナ侵攻では、南部ヘルソン州ベリスラフ地区に配備された。8月下旬にはウクライナ軍が攻勢を開始し、第126独立親衛沿岸防衛旅団と合同で防御したがダヴィディウ・ブリド、ベリスラフ、ヘルソンを解放されて11月中旬にドニエプル川西岸から撤退した。

#### 南部・ドニエプル川東岸戦線
2023年2月上旬、南部ヘルソン州ヘルソン地区に再配置され、ウクライナ軍の渡河作戦をオレシキーで防御している。

## ギャラリー

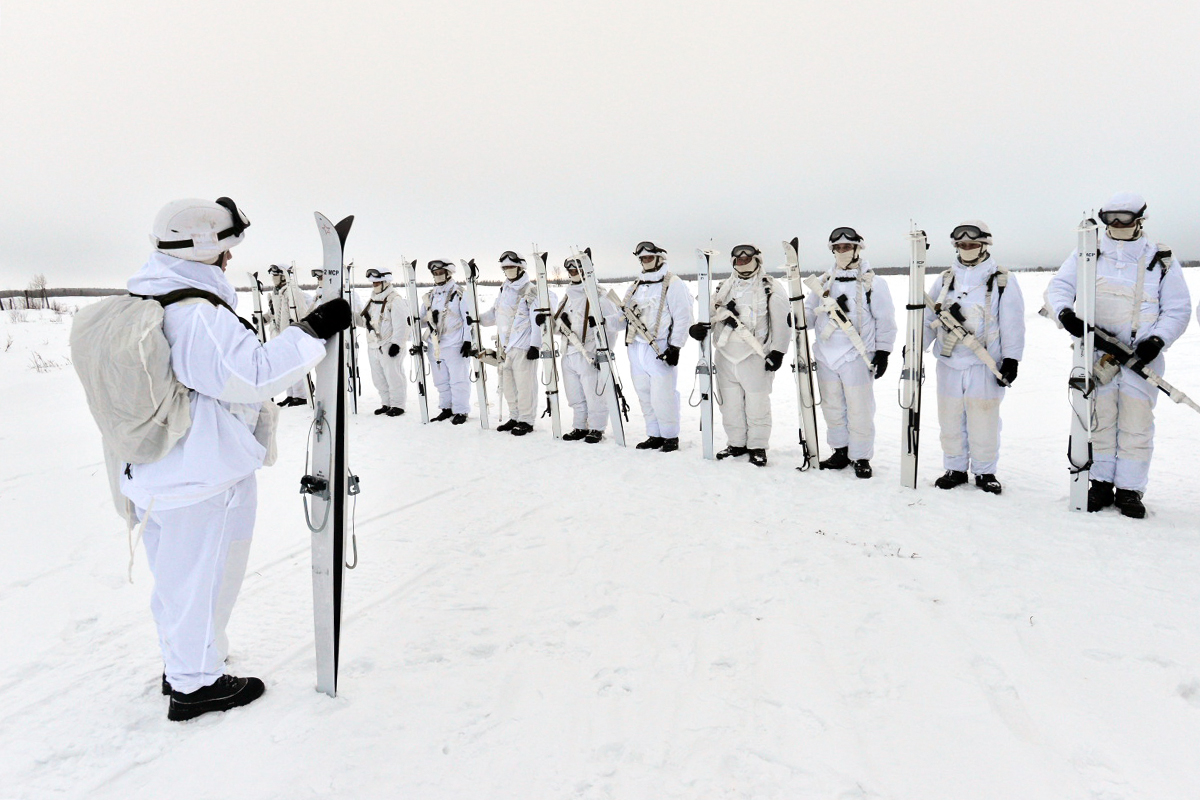
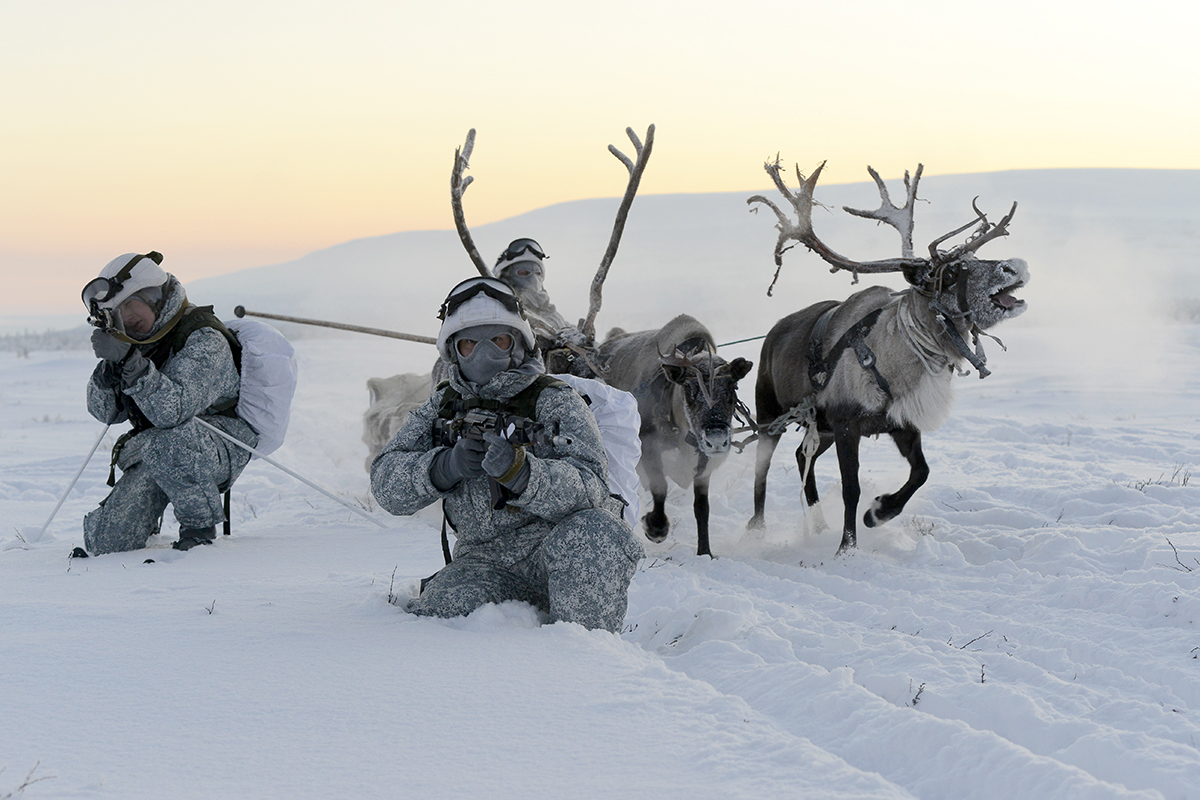
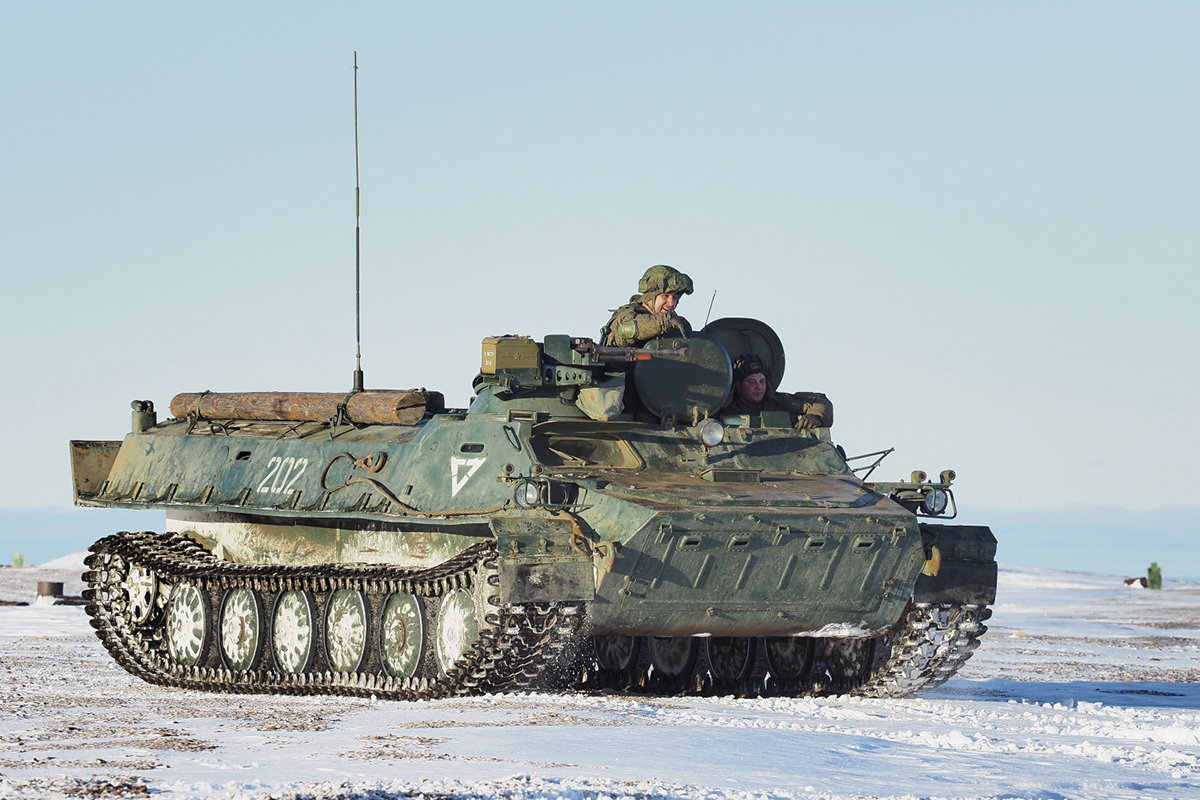
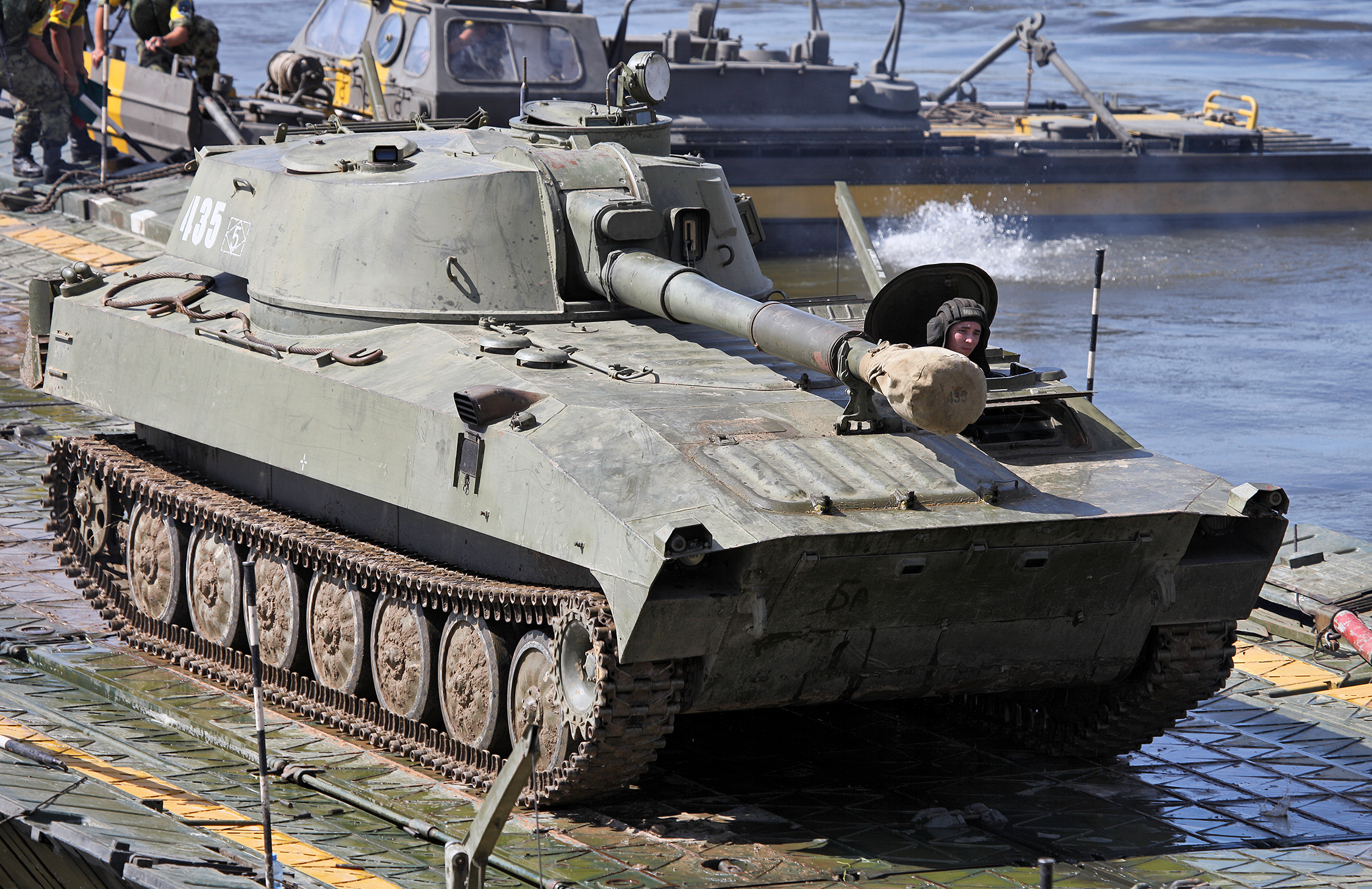
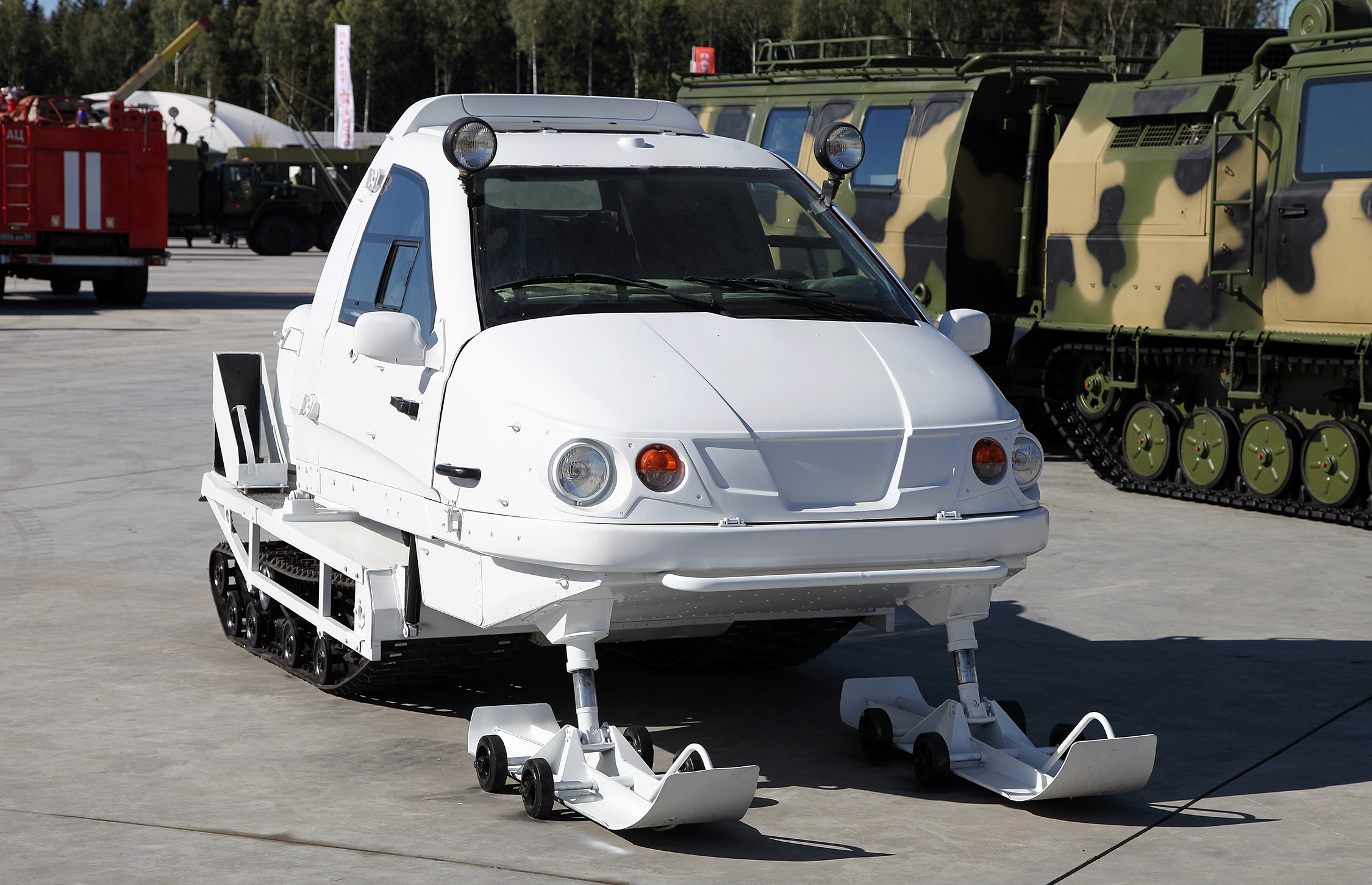
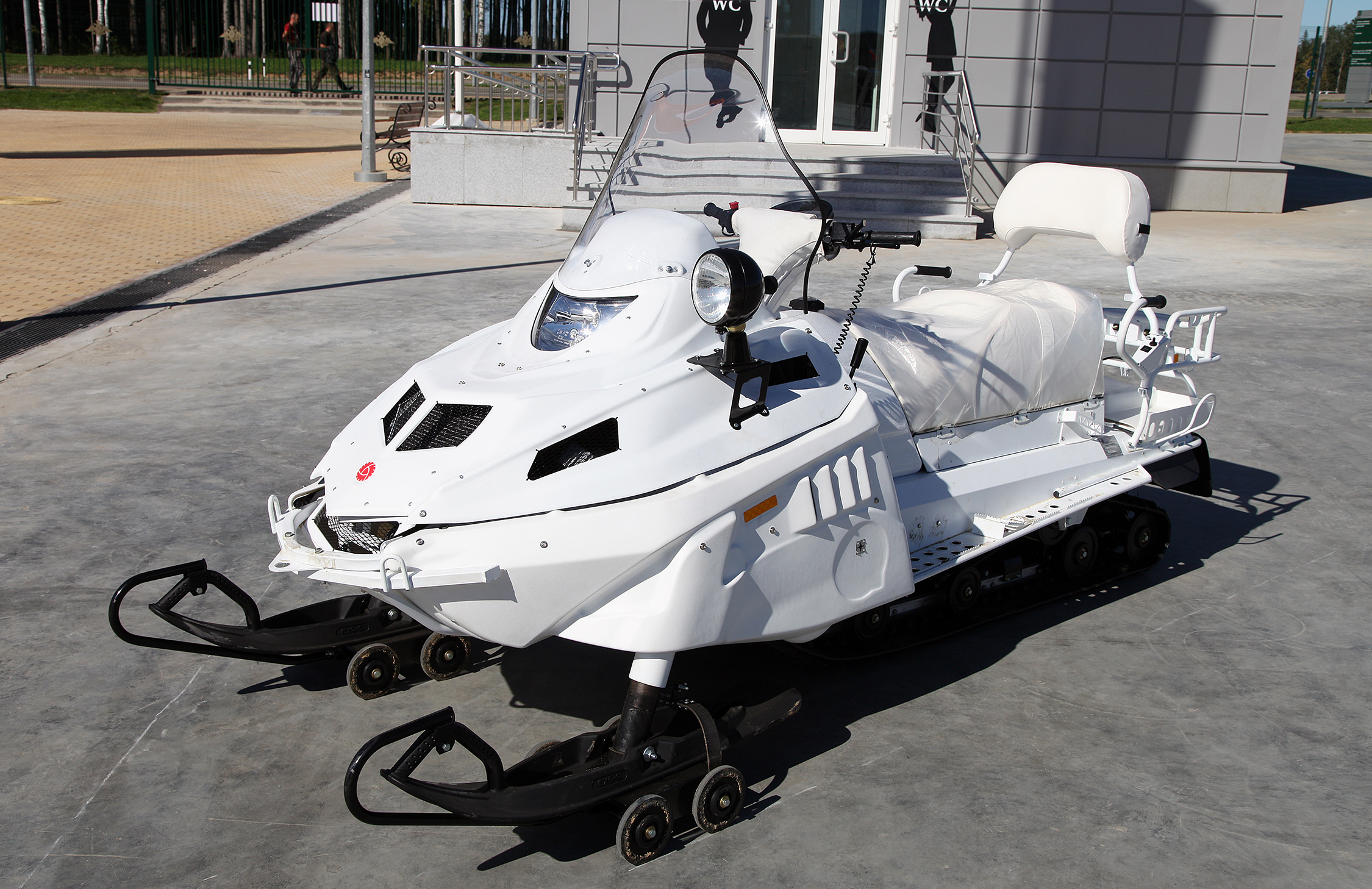

## 編制
- 旅団司令部（アラクルティ）
- 第1北極自動車化狙撃大隊
- 第2北極自動車化狙撃大隊
- 自走榴弾砲大隊
- 対空ミサイル大隊
- 偵察大隊
- 通信大隊
- 工兵大隊
- 狙撃中隊
- 対戦車中隊
- 無人航空機中隊
- 整備中隊
- 補給中隊
- 衛生中隊
- 電子戦中隊
- 化学防護小隊